# Sólo con tu pareja
Sólo con tu pareja es una película mexicana de 1991, la ópera prima del director mexicano Alfonso Cuarón. Realizada junto a su hermano Carlos Cuarón, como guionista, y a Emmanuel Lubezki, a cargo de la fotografía, y con las actuaciones de Daniel Giménez Cacho, Claudia Ramírez y Luis de Icaza, se trata de una de las películas mexicanas de mayor relevancia de principios de la década de 1990, tanto por su éxito comercial como por parte de la crítica y la importancia que sus realizadores tendrían más tarde en el cine internacional.
Partiendo del VIH-SIDA y el suicidio como temas centrales, Sólo con tu pareja se desarrolla como una comedia de enredos madura y entretenida, basada principalmente en el absurdo y el ridículo de sus personajes y situaciones.
El género de comedia no estaba muy desarrollado en el cine mexicano de aquella época, lo cual le permitió a esta producción llegar como algo inusual y fresco, le valió un gran recibimiento por parte del público y una buena aceptación por parte de la crítica nacional, éxito que culminó con el Ariel de Plata, en 1992, al Mejor Argumento Original, además la nominación al Ariel de Plata por Mejor Fotografía (E. Lubezki), Mejor Guion Cinematográfico (a ambos hermanos Cuarón) y a la Mejor Ópera Prima (A. Cuarón).

## Sinopsis

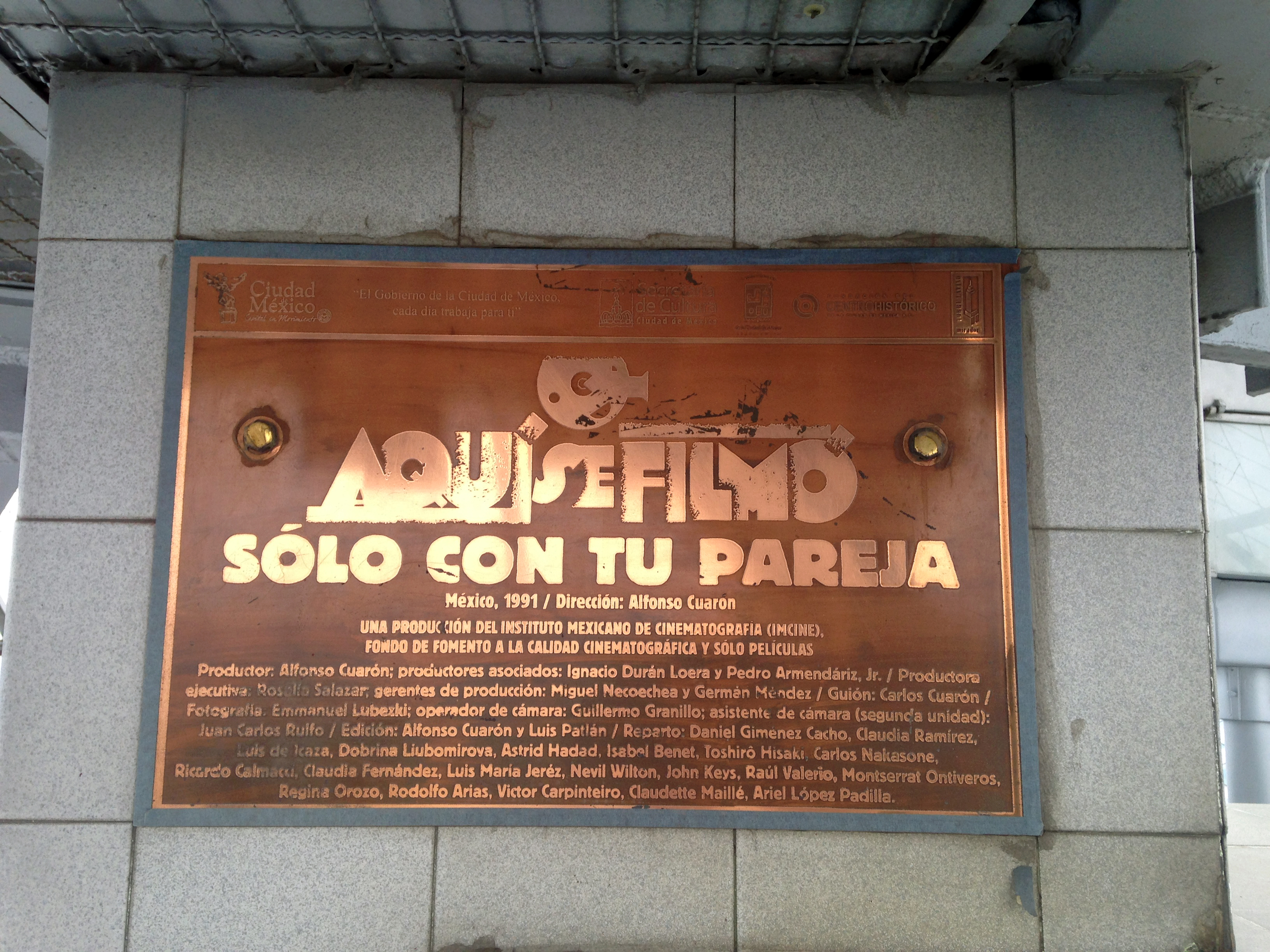
Placa conmemorativa de la cinta, en la antena de la Torre Latinoamericana, en la Ciudad de México.

Tomás Tomás (Daniel Giménez Cacho) es un publicista mujeriego que se ve enredado en una situación aparatosa al tener que atender a dos mujeres a la vez. En primer lugar, cita en su departamento a la enfermera Silvia Silva (Dobrina Liubomirova), a quien conoce al hacer una visita al médico Mateo Mateos; mientras que lleva a su propia jefa al departamento de sus vecinos, quienes no se encuentran en esos momentos. Para salir adelante de esta situación, tiene que cruzar de un departamento a otro utilizando la cornisa del edificio, lo que lo lleva a conocer a Clarisa Negrete (Claudia Ramírez), una sobrecargo de quien se enamora al instante, pero la considera un amor imposible.
Decepcionada y resentida por las actitudes de Tomás, Silvia altera los resultados de los análisis ordenados por él y escribe en ellos un falso diagnóstico de VIH-SIDA. Al recibir la noticia, Tomás, frustrado y deprimido, intenta suicidarse lanzándose de lo alto de la Torre Latinoamericana, tarea en la que encuentra en Clarisa a una insospechada compañera, pues ha decidido terminar su vida tras descubrir las infidelidades de su pareja.

## Reparto
- Daniel Giménez Cacho (Tomás Tomás)
- Claudia Ramírez (Clarisa Negrete)
- Luis de Icaza (Mateo Mateos)
- Dobrina Cristeva (Silvia Silva)
- Astrid Hadad (Teresa de Teresa)
- Isabel Benet (Gloria Gold)
- Toshirô Hisaki (Takeshi)
- Carlos Nakasone (Koyi)
- Ricardo Dalmacci (Carlos)
- Raúl Valerio (Guardián en la Torre Latinoamericana)

## Premios

### Premios Ariel (México)
| Categoría                   | Persona                        | Resultado |
| --------------------------- | ------------------------------ | --------- |
| Mejor argumento original    | Alfonso Cuarón y Carlos Cuarón | Ganador   |
| Mejor fotografía            |                                |           |
| Mejor ópera prima           | Alfonso Cuarón                 | Candidato |
| Mejor guion cinematográfico | Alfonso Cuarón y Carlos Cuarón | Candidato |

## Comentarios
Este filme ocupa el lugar 87, dentro de la lista de las 100 mejores películas del cine mexicano, según la opinión de 25 críticos y especialistas del cine en México, publicada por la revista Somos en julio de 1994.